# West Cornforth
West Cornforth är en ort i Storbritannien.   Den ligger i kommunen Durham i riksdelen England, i den centrala delen av landet, 400 km norr om huvudstaden London. West Cornforth ligger 112 meter över havet och antalet invånare är 2 463.
Terrängen runt West Cornforth är platt. Runt West Cornforth är det tätbefolkat, med 397 invånare per kvadratkilometer. Närmaste större samhälle är Darlington, 19,9 km söder om West Cornforth. Trakten runt West Cornforth består till största delen av jordbruksmark.